# Fantastische Höhlen – In den Tiefen der Erde
Fantastische Höhlen – In den Tiefen der Erde ist ein US-amerikanischer Dokumentarfilm aus dem Jahr 2001. Der Kinostart in den Vereinigten Staaten war am 3. Januar 2001.

## Handlung
Dr. Hazel Barton und Nancy Aulenbach sind sogenannte Caver (deutsch Höhlenforscher), die unter lebensgefährlichen Umständen versuchen, neue Entdeckungen in bisher unerkundeten Höhlen zu machen. Sie hoffen, durch die von ihnen gefundenen Proben aus den Höhlen einmal Medikamente im Kampf gegen Krankheiten herstellen zu können. Im Film suchen sie in Höhlen in Arizona (USA), Grönland und Yucatán (Mexiko) nach Heilmitteln.

## Kritik
Der Film erzielte beim Filmkritik-Portal Rotten Tomatoes eine Bewertung von 80 %, bei der Internet Movie Database eine Bewertung von 7,0.